# Luis Diego Gómez
Luis Diego Gómez Pignataro (San José, 18 de julio de 1944 - 13 de noviembre de 2009) fue un biólogo costarricense, especialista en pteridofitas.
De 1970 a 1985 fue director general del "Museo Nacional de Costa Rica",llegando a la Cat. Emérito. De 1986 a 2005 fue director de la "Estación Biológica Las Cruces" ; y de 2003 a 2005 fue director de la "Estación Biológica La Selva" ambas de la Organización para Estudios Tropicales.

## Honores
- Miembro fundante de la "Academia Nacional de Ciencias de Costa Rica".

También fue uno de los Miembros fundadores de la Asociación Instituto Nacional de Biodiversidad.

## Algunas publicaciones
- Anderson, RS; LD Gómez. 1997. Systenotelus, a remarkable new genus of weevil (Coleoptera: Curculionidae) associated with Carludovica (Cyclanthaceae) in Costa Rica & Panamá. Revista de Biología Tropical 45:2: 887-904. (1.4 MB)
- Bruce, J; LD Gómez. 1979. Notes on a survival mechanism for fallen Lycopodium epiphytes. Brenesia 16: 222-23. (97 kb)
- Dietz, VH, E Wollenweber, J Favre-Bonvin, LD Gómez. 1980. A novel class of complex falvonoids from the frond exudate of Pityrogramma trifoliata. Zeitschrift Für Naturforschung 35c: 36-40. (300 kb)
- Ewel, JJ et al. 1999. Deliberate introductions of species: research needs: benefits can be reaped, but risks are high. BioScience 49 (8): 619-30. (1.5 MB)
- Gómez Laurito, J, LD Gómez. 1981. A new species of arborescent Passiflora (Astrophea) from Costa Rica. Phytologia 49:1: 56-57. (55 kb)
- ---. 1989. A new Hamamelid element from Central America. En: Evolution, Systematics & Fossil History of the Hamamelidae. Eds P R Crane, & S Blackmore, 341-42. The Systematic Association. Vol. especial, 40B. Oxford: Clarendon Press. (78 kb)
- ---. 1989. Ticodendron: a new tree from Central America. Ann. Missouri Bot.Garden. 76: 4: 1148-51. (200 kb)
- ---. 1991. Ticodendraceae: a new family of flowering plants. Ann. Missouri Bot. Garden 78: 87-88. (58 kb)
- ---. 1975. Bibliografía geológica y paleontológica de Centroamérica y el Caribe. San José: Museo Nacional de Costa Rica. Dto de Historia Natural. 122 pp.
- ---. 1968. A first reports of fossil fern-like Pteropsida from Costa Rica. Rev. Biología Trop. 16: 2: 255-58. (377 kb)
- ---. 1970. Contribuciones a la pteridología costarricense. I. Nuevas especies. Rev. Biología Trop. 17: 1: 105-17. (424 kb)
- ---. 1970. Las cianoficeas de Costa Rica, (I). O'Bios 2: 4: 5-45. (1.8 MB)
- ---. 1970. Una nota sobre caráceas de Costa Rica. Ceiba 16: 2: 45-49. (190 kb)
- ---. 1971. Notas sobre carófitos de Costa Rica. II. Rev. Biología Trop. 19: 1-2: 105-7. (102 kb)
- ---. 1971. Palmacites berryanum, a new palm fossil from the Costa Rica Tertiary. Rev. Biología Trop. 19: 1-2: 121-32. (844 kb)
- ---. 1971. Ricerche citologiche sulle Pteridofite della Costa Rica. 1. Atti Dell'Istituto Botanico e Laboratorio Crittogamico Dell'Università Di Pavia 7: 29-31. (65 kb)
- ---. 1971. Two new tree ferns from Costa Rica. Am. Fern J. 61: 4: 166-70. (447 kb)
- ---. 1971. Un nuevo discomycete operculado de América Central: Morchella herediana, nov. sp . Darwiniana 16: 3-4: 417-26. (424 kb)
- ---. 1971. Una nueva especie del género Peltapteris Link de los Andes peruanos. Rev. Biología Trop. 18: 1-2: 217-20. (171 kb)
- ---. 1972. Contribuciones a la pteridología costarricense. II. Plantae novae vel minus cognitae . Rev. Biología Trop. 20: 1: 31-43. (1.2 MB)
- ---. 1972. Contribuciones a la pteridología costarricense. III. Dos nuevas especies y una nota sobre Neurocallis Fée . Rev. Biología Trop. 20: 2: 181-87. (481 kb)
- ---. 1972. The first Peruvian record of Elaphoglossum cardenasii Wagner. Am. Fern J. 62: 3: 95. (49 kb)
- ---. 1972. Gyromitra chirripoensis nov. sp. Rev. Biología Trop. 20: 1: 131-35. (415 kb)
- ---. 1972. Karatophyllum bromelioides L.D.Gómez (Bromeliaceae), nov. gen. et sp., del Terciario Medio de Costa Rica . Rev. Biología Trop. 20: 2: 221-29. (947 kb)
- ---. 1972. Los Basidiolíquenes de Costa Rica . Rev. Biología Trop. 20: 1: 81-92. (1.2 MB)
- ---. 1972. Neurocallis praestantissima in Costa Rica. Am. Fern J. 62, no. 4: 100. (62 kb)
- ---. 1972. Some fungi from Costa Rica. I. New Clavariaceae. Darwiniana 17: 393-96. (198 kb)
- ---. 1973. Ants & Polypodium polypodioides. Am. Fern J. 63: 4: 166. (29 kb)
- ---. 1973. Contribuciones a la pteridología costarricense. IV. Los géneros Cheiloplecton, Schaffneria y Paltonium en Costa Rica . Rev. Biología Trop. 21: 1: 91-101. (968 kb)
- ---. 1973. Costa Rica. Museum 25: 3: 182-84. (44 kb)
- ---. 1973. Criptonemiales calcáreas fósiles de las calizas terciarias de Patarrá, Costa Rica. Rev. Biología Trop. 21: 1: 107-10. (577 kb)
- ---. 1973. Dos helechos pascuences. Rev. Biología Trop. 21: 1: 31-32. (61 kb)
- ---. 1973. Hymenophyllopsis hymenophylloides L.D. Gómez, nov.sp., de la Guyana venezolana. Rev. Biología Trop. 21: 1: 103-5. (315 kb)
- ---. 1973. Sobre el género Tonduzia Stevens (Sphaeriales, Ascomycetes). Brenesia 2: 21. (20 kb)
- ---. 1973. An unusual population of Antrophyum lanceolatum. Am. Fern J. 63: 22. (44 kb)
- ---. 1974. Biology of the potato fern Solanopteris brunei . Brenesia 4: 37-61
- ---. 1974. Ficus padifolia HBK en la diatomita Pliocena/Pleistocena de la formación Bagaces, Gte., Costa Rica. Veröffentlichungen Aus Dem Überseemuseum Bremen 4: 15: 141-48. (466 kb)
- ---. 1974. Ophiomorpha Lundgren, un fosil-huella en el Plioceno de Costa Rica. Brenesia 4: 17-21. (180 kb)
- ---. 1974. Revisión de las especies costarricenses del género Helvella Fr.. Brenesia 3: 31-42. (438 kb)
- ---. 1974. Sobre el género Colonnaria Raf. Rev. Biología Trop. 22: 1: 5-10. (438 kb)
- ---. 1975. Bibliografía geológica y paleontológica de Centroamérica y el Caribe. San José: Dto. de Historia Natural, Museo Nacional de Costa Rica. 123 pp.
- ---. 1975. Contribuciones a la pteridología costarricense. V. Un caso de apogamia en poblaciones de Trichomanes crinitum Swartz . Brenesia 6: 19-23
- ---. 1975. Contribuciones a la pteridología costarricense. VI. El género Peltapteris Link en Costa Rica . Brenesia 6: 25-31
- ---. 1975. Contribuciones a la pteridología costarricense. VII. Pteridofitos de la Isla de Cocos . Brenesia 6: 33-48. (33 kb)
- ---. 1975. Contribuciones a la pteridología costarricense. VIII. La hibridación en el trópico: Microgramma × Polypodium y P. aspidiolepis Baker . Brenesia 6: 49-57. (589 kb)
- ---. 1975. The ferns and fern-allies of Cocos Island, Costa Rica . Am. Fern J. 65: 4: 102-4. (339 kb)
- ---. 1975. Microgramma piloselloides with furcate fertile fronds . Am. Fern J. 65: 2: 61. (339 kb)
- ---. 1975. Sobre Wainiocora Tomas. (Basidiolichenes). Brenesia 5: 73. (33 kb)
- ---. 1976. Algunos hongos de Costa Rica. Brenesia 8: 104-7. (120 kb)
- ---. 1976. Contribuciones a la pteridología centroamericana. I. Enumeratio filicum nicaraguensium. Brenesia 8: 41-57. (441 kb)
- ---. 1976. Contribuciones a la pteridología costarricense. IX. El género Ophioglossum en Costa Rica. Brenesia 8: 85-95. (289 kb)
- ---. 1976. Contribuciones a la pteridología costarricense. X. Nuevos pteridófitos de la Isla de Cocos. Brenesia 8: 97-101. (202 kb)
- ---. 1976. The identity of Polypodium furfuraceum f. pinnatisectum. Am. Fern J. 66: 27. (44 kb)
- ---. 1976. A note on the young fronds of Ophioglossum palmatum. Am. Fern J. 66: 1: 27. (38 kb)
- ---. 1976. Variation in Costa Rican Ophioglossum palmatum & nomenclature of the sp. Am. Fern J. 66: 3: 89-92. (233 kb)
- ---. 1977. The Azteca ants of Solanopteris brunei. Am. Fern J. 67: 31
- ---. 1977. The behaviour of an inebriated Opsiphanes cassiae (Brassolidae). J. Lepidopterists' Soc. 33: -: 72. (51 kb)
- ---. 1977. Biología de las Bromeliaceas. Historia Natural De Costa Rica 1: var.
- ---. 1977. La biota bromelícola excepto anfibios y reptiles. Historia Natural De Costa Rica 1: 45-62. (398 kb)
- --- . 1977. A buck-moth in Costa Rica. J. Lepidopterists' Soc. 31: 4: 75.
- ---. 1977. Contribuciones a la pteridología centroamericana. II. Novitates. Brenesia 10/11: 115-19. (190 kb)
- ---. 1977. Contribuciones a la pteridología costarricense. XI. Hermann Crist, su vida, obra e influencia en la botánica nacional . Brenesia 12/13: 25-79. (2.5 MB)
- ---. 1977. Dos helechos nuevos para la flora nicaragüense. Brenesia 12/13: 270. (28 kb)
- ---. 1977. Flora Costaricensis: Salicaceae. Fieldiana: Botany 40: 14-17
- ---. 1977. La mosca del cangrejo terrestre Cardisoma crassum Sm. (Crustacea: Gecarcinidae) en la Isla del Coco, Costa Rica . Rev. Biología Trop. 25: 1: 59-63. (223 kb)
- ---. 1977. Sobre la nomenclatura de Peltapteris. Brenesia 12/13: 269. (80 kb)
- ---. 1977. Un Melocactus Link & Otto (Cactaceae). Nuevo para Centroamérica. Brenesia 10/11: 127-33. (773 kb)
- ---. 1978. Contribuciones a la pteridología centroamericana 3. Sertum nicaragüense. Brenesia 14/15: 279-81. (66 kb)
- ---. 1978. Contribuciones a la pteridología costarricense XII Carlos Wercklé. Brenesia 14/15: 361-93. (1.8 MB)
- ---. 1978. Preliminary note on a fossil Equisetum from Costa Rica. Fern Gazette 11: 6: 401-3. (381 kb)
- ---. 1978. Some insect interactions with Azolla mexicana. Am. Fern J. 68: 2: 60. (44 kb)
- ---. 1978. Thelypteris oroniensis, a new species from Costa Rica . Am. Fern J. 68: 1: 9-10. (513 kb)
- ---. 1979. Contribuciones a la pteridología costarricense. XIII Novitates. Brenesia 16: 95-100. (158 kb)
- ---. 1980. Contribuciones a la pteridología centroamericana 4. Novitates. Brenesia 18: 155-70. (756 kb)
- ---. 1980. Moths & ferns. Am. Fern J. 70: 3: 111. (74 kb)
- ---. 1980. Notes on the biology of the Central American Orobanchaceae. Brenesia 17: 389-96. (295 kb)
- ---. 1980. Sobre Blechnum viviparum (Blechnaceae). Brenesia 18: 253-58. (330 kb)
- ---. 1980. Vegetative reproduction in a Central American Isoëtes (Isoëtaceae): its morphological, systematic & taxonomical significance. Brenesia 18: 1-14. (890 kb)
- ---. 1981. A new mesoamerican quillwort. Phytologia 49: 4: 339-40. (85 kb)
- ---. 1981. Tropisms in Regnellidium diphyllum. Fern Gazette 12: 3: 131-32. (92 kb)
- ---. 1982. Contribuciones a la pteridología centroamericana. 5. Identificación de los gros. de helechos en Centroamérica. Brenesia 19-20: 151-64. (619 kb)
- ---. 1982. A filmy Danaea. Am. Fern J. 72: 2: 63-64. (99 kb)
- ---. 1982. Grammitis succinea, the first new world fern found in Amber. Am. Fern J. 72: 2: 49-52. (180 kb)
- ---. 1982. Historical & cultural aspects. In: Costa Rica country environmental profile: a field study. 1982 ed. (ed. et al) G. S. Hartshorn, 13-23. San José: Tropical Science Center
- ---. 1982. The origin of the Pteridophyte flora of Central America. Ann. Missouri Bot. Garden 69: 3: 548-56. (261 kb)
- ---. 1982. Plantae mesoamericanae Novae. II. Phytologia 50: 6: 401-3. (113 kb)
- ---. 1982. Plantae mesoamericanae Novae. IV. Phytologia 51: 7: 473. (56 kb)
- ---. 1982. Plantae mesoamericanae Novae. VI. Phytologia 52: 3: 153-56. (255 kb)
- ---. 1983. Acrostichum aureum . En Costa Rican Natural History. (ed) D. H. Janzen, 185-87. Chicago: University of Chicago Press. (332 kb)
- ---. 1983. Beauty & the beast. Brenesia 21: 458. (28 kb)
- ---. 1983. Bird's nest fungi. Brenesia 21: 464. (26 kb)
- ---. 1983. La chicha bruja. Brenesia 19/20: 616. (50 kb)
- ---. 1983. Cyatheaceae & Dicksoniaceae . En: Costa Rican Natural History. (ed.) D. H. Janzen, 225-28. Univ. Chicago Press. (334 kb)
- ---. 1983. De Fungi: una selección de Plinio el Viejo. Brenesia 21: 437-47. (555 kb)
- ---. 1983. Evaluación del Servicio Nacional de Parques Nacionales informe presentado al Director del S.P.N. San José: S.P.N.
- ---. 1983. Flora Costaricensis: Balanophoraceae. Fieldiana: Botany 13: 93-99
- ---. 1983. Flora Costaricensis: Hydnoraceae. Fieldiana: Botany 13: 87-89
- ---. 1983. Flora Costaricensis: Rafflesiaceae. Fieldiana: Botany 13: 89-93
- ---. 1983. The Fungi of Cocos Island, Costa Rica I. Brenesia 21: 355-64. (338 kb)
- ---. 1983. Microfibrils in the xylem of Blechnum viviparum . Am. Fern J. 73: 2: 63. (43 kb)
- ---. 1983. Parasitic plants. En Costa Rican Natural History. (ed) D. H. Janzen, 292-98. Chicago: University of Chicago Press. (929 kb)
- ---. 1983. Plantae mesoamericanae Novae. VIII. Phytologia 53: 2: 97-100. (218 kb)
- ---. 1983. Variegated squirrels eat fungi, too. Brenesia 21: 458-59. (55 kb)
- ---. 1984. Additions to the Costa Rican mycoflora: plant pathogens. Brenesia 22: 349-52. (151 kb)
- ---. 1984. Las plantas acuáticas y anfibias de Costa Rica y Centroamérica I. Liliopsida. San José: EUNED, 430 pp.
- ---. 1985. Conservation of pteridophytes. Proc. Royal Soc. Edinburgh 86B: 431-33. (133 kb)
- ---. 1985. Contribuciones a la pteridología centroamericana. 6. Flora de Nicaragua.I. Isoetaceae, Equisetaceae, Lycopodiaceae, Selaginellaceae, y los grupos eusporangiados. Brenesia 23: 1-42. (1.7 MB)
- ---. 1985. Ecology of some neotropical hybrid pteridophytes. Proc. Royal Soc. Edinburgh 86B: 347-51. (246 kb)
- ---. 1986. Vegetación y clima de Costa Rica: apuntes para una biogeografía costarricense. v.1. Vegetación. San José: EUNED
- ---. 1988. The conservation of biological diversity: the case of Costa Rica in the year 2000. En Tropical Rainforests: Diversity & Conservation. (eds.) F. Almeda, & C. M. Pringle, 125-29. San Francisco: Calif. Acad. Sci. & Pac. Div. AAAS
- ---. 1988. Horticulture in Costa Rica. Heliconia Soc. Inter. Bull. 3: 4: 8-9. (248 kb)
- ---. 1988. Tropical botanic gardens & arboreta in conservation. Bot. Gardens Newsletter 13: 4-5
- ---. 1989. Costa Rica. En: Floristic Inventory of Tropical Countries: the Status of Plant Systematics, Collections, & Vegetation, + Recommendations for the Future. eds D. G. Campbell, and H. D. Hammond, 305-8. NY: The NY Bot. Garden
- ---. 1989. Unidades naturales: estado y uso actual de los ecosistemas y recursos naturales, beneficios potenciales y riegos naturales en la región de la Reserva de la Biosfera de Talamanca-Amistad. Consultoría para la OEA. San José: OEA, 13 pp.
- ---. 1992. Los Basidiomicetes de Costa Rica. IV. Revisión del género Strobilomyces Berk. (Agaricales, Boletaceae). Brenesia 38: 95-103. (779 kb)
- ---. 1992. Los Basidiomicetes de Costa Rica. V. Paxillaceae (Agaricales, Boletineae). Brenesia 38: 105-13. (493 kb)
- ---. 1993. Birds as short-range seed dispersers of Zamia fairchildiana in SW Costa Rica. Rev. Biología Trop. 41: 3: 905-6. (112 kb)
- ---. 1993. Los Basidiomicetes de Costa Rica. VI. Bondarzewiaceae (Agaricales, Russulineae). Brenesia 39-40: 1-3. (170 kb)

Nota: bajados en 
- La abreviatura «L.D.Gómez» se emplea para indicar a Luis Diego Gómez como autoridad en la descripción y clasificación científica de los vegetales.[2]